# Transferência da soberania de Macau

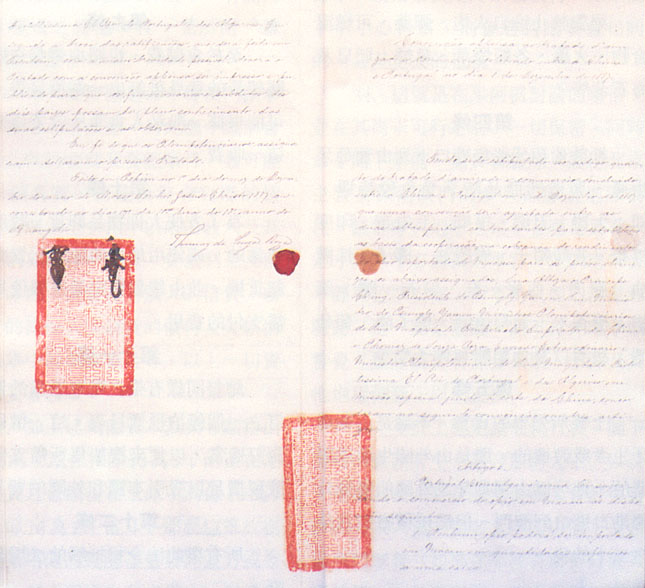
Acordo Sino-Português de Lisboa, que foi assinado em 1987

A transferência da soberania de Macau de Portugal para a República Popular da China (RPC) foi um evento ocorrido oficialmente em 20 de dezembro de 1999, conforme previsto na Declaração Conjunta Sino-Portuguesa, assinada em 13 de abril de 1987.

## História
Macau foi colonizada e governada por mercadores portugueses em 1535, durante a dinastia Ming (1368-1644 d.C.). O envolvimento de Portugal na região foi formalmente reconhecido pelos Qing em 1749. O governador português João Maria Ferreira do Amaral, encorajado pela Primeira Guerra do Ópio e pelo Tratado de Nanquim, tentou anexar o território, expulsando as autoridades Qing em 1846, mas foi assassinado.[carece de fontes?] Após a Segunda Guerra do Ópio, o governo português, juntamente com um representante britânico, assinou o Tratado de Amizade e Comércio Sino-Português que deu a soberania a Portugal sobre Macau, sob a condição de que Portugal cooperasse nos esforços para acabar com o contrabando de ópio.
Após a fundação da República Popular da China em 1949 e a transferência da sede da China para a RPC nas Nações Unidas em 1971, o ministro das Relações Exteriores Huang Hua apelou ao Comité Especial de Descolonização da ONU para remover Macau (e Hong Kong) da lista de colónias, preferindo as negociações bilaterais que terminassem num retorno destes territórios, ao invés da independência deles.
Tendo sido derrubado o Estado Novo português pela Revolução dos Cravos, um golpe ocorrido em 1974, o governo socialista de Portugal, em um ano, retirou tropas de Macau, retirou o reconhecimento da República da China (Taiwan) em favor da China Comunista e iniciou as negociações para a transferência de Macau à soberania chinesa. Quatro conferências, de junho de 1986 a março de 1987, resultaram numa Declaração Conjunta Sino-Portuguesa em 13 de abril de 1987 e na transferência da soberania em 20 de dezembro de 1999. É concedida a Macau um elevado nível de autonomia e a manutenção do seu sistema legal pela Lei Básica de Macau.